# Grab des Nacht (TT52)

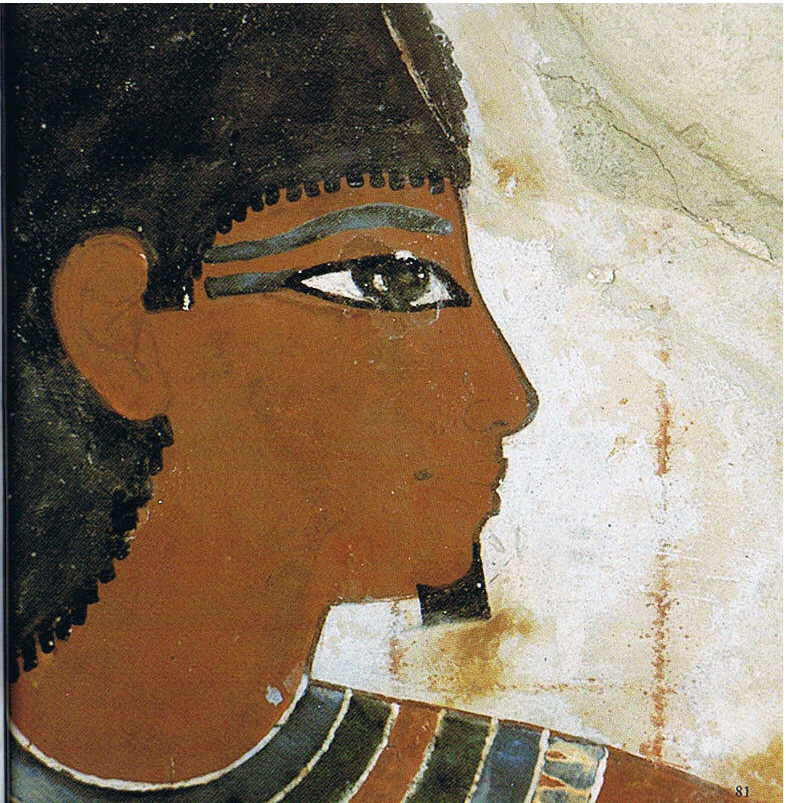
Darstellung des Nacht im Grab

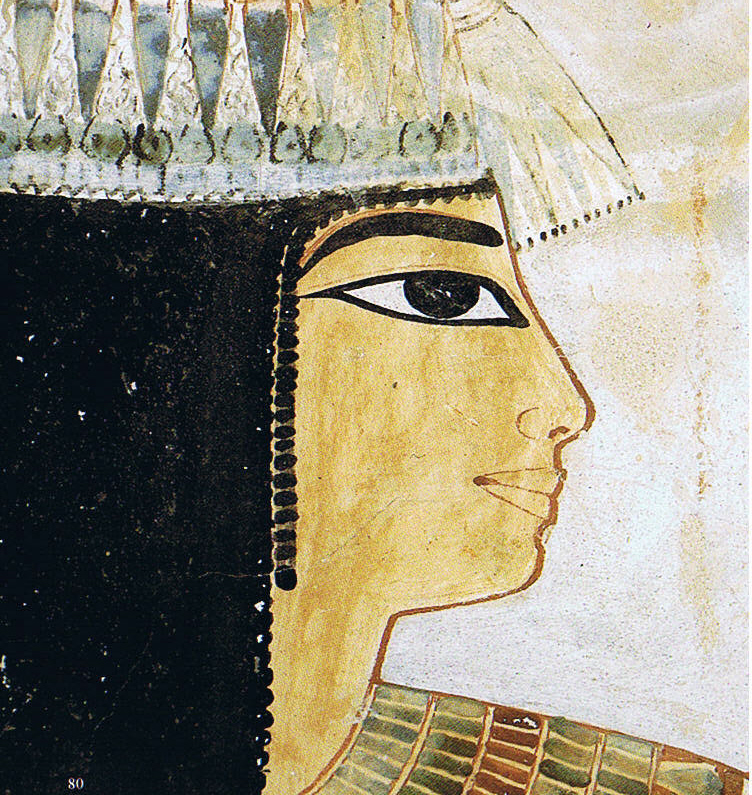
Darstellung der Dame Taui im Grab

Das Grab des Nacht ist das Privatgrab des altägyptischen Beamten Nacht und seiner Frau Taui. Das Felsgrab, 1889 in der Nekropole von Theben-West in Ägypten wiederentdeckt, wird in die 18. Dynastie datiert, also in die Zeit zu Beginn des Neuen Reiches um 1400 v. Chr. Es trägt die Nummer TT52 (TT = Theban Tomb = Thebanisches Grab) der Gräber von Scheich Abd el-Qurna in Theben-West. Besonders bekannt sind mehrere Details der hochwertigen Wandmalereien, auf die in der ägyptologischen Literatur häufig Bezug genommen wird. Von der restlichen Ausstattung des unvollendeten Grabes ist heute nur noch wenig erhalten. Die Malereien sind inzwischen stark beschädigt, dank der Arbeiten des Archäologen Norman de Garis Davies aber im Fundzustand bekannt.

## Entdeckung und Forschung

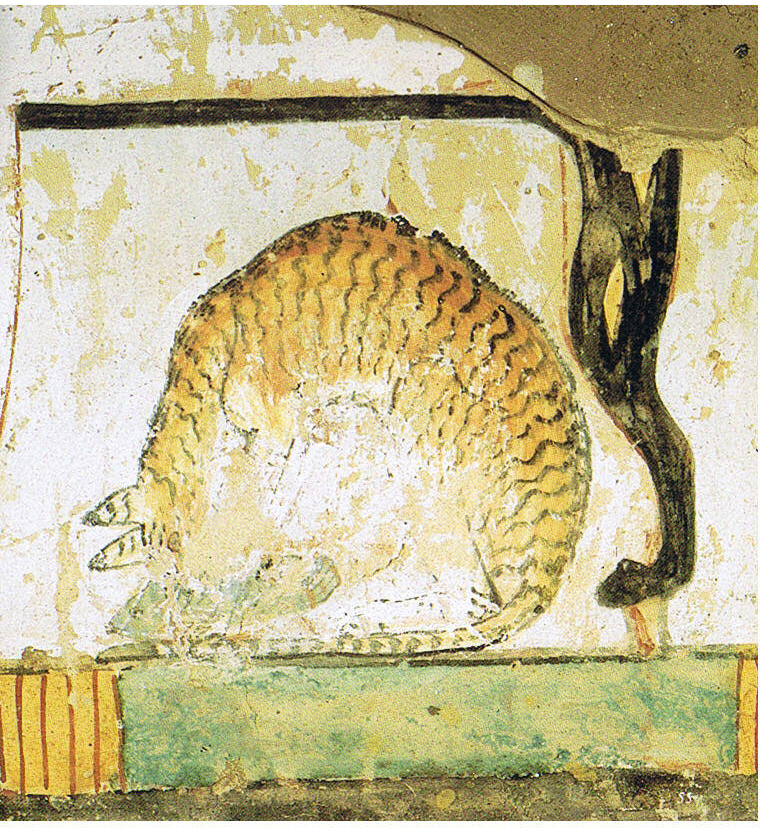
Katzendarstellung, durch Krakelee schon stark zerstört

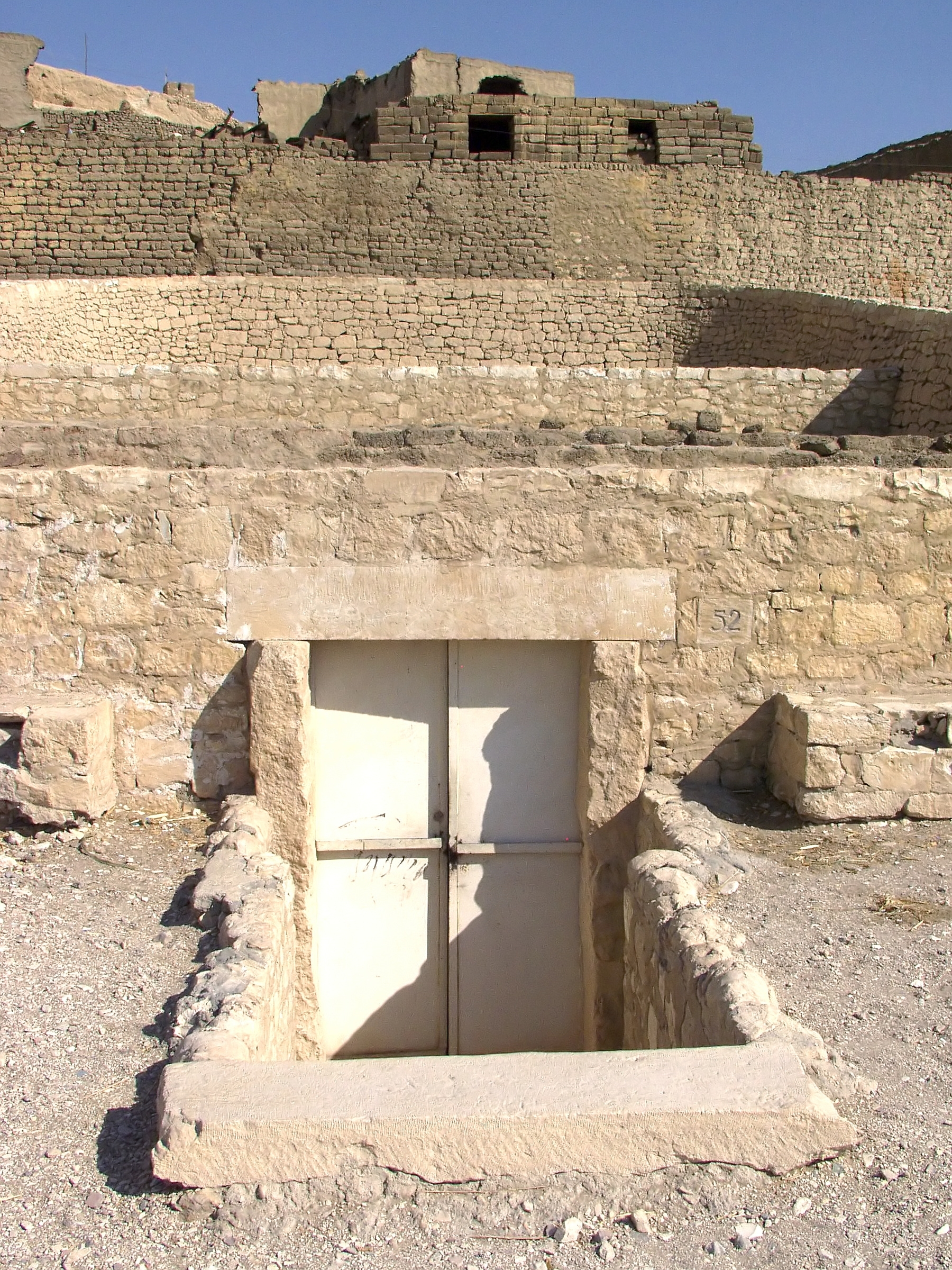
Eingang zum Grab des Nacht im heutigen Zustand (2008)

Gegen Ende des 19. Jahrhunderts, wahrscheinlich 1889, fanden Ägypter aus dem Dorf Scheich Abd el-Qurna (auf der Westseite des Nils, gegenüber Luxor gelegen) das Grab und verschafften sich Zugang. Schon kurz darauf führten auch Beamte des ägyptischen Antikendienstes unter Emile Grébaut erste Säuberungsaktionen im Grab durch. Kurz davor sind anscheinend vier kleine Malereifragmente von einem Reisenden aus dem Grab entwendet und in die USA verkauft worden. Sie befinden sich heute im Brooklyn Museum. Es wurden erste Zeichnungen der Dekoration von Gaston Maspero und Hippolyte Boussac angefertigt.
Das Grab blieb einer breiteren Öffentlichkeit zunächst aber unbekannt, bis der britische Ägyptologe Norman de Garis Davies die Malereien in den Jahren 1907 bis 1910 aufnahm. Dabei halfen ihm seine besonderen Qualitäten als Künstler. In mühevoller Kleinarbeit zeichnete er, unterstützt von anderen Archäologen, darunter seine Frau Nina de Garis Davies, alle Fresken des Grabes ab. Sodann wurden 1917 diese Arbeiten der Öffentlichkeit in einer prachtvollen Publikation vorgelegt. Diese Publikation ist heute auch deshalb so wertvoll, weil sie die Fresken in noch unbeschädigtem Zustand zeigt. In den letzten Jahrzehnten hat sich deren Zustand, nicht zuletzt durch die vielen Besucher, stark verschlechtert. Letztlich könnte nur eine Schließung des Grabes für die Öffentlichkeit die vollständige Zerstörung verhindern.
In Europa wurden Davies’ Arbeiten erstmals 1991 innerhalb der Ausstellung „Ägypten – Suche nach Unsterblichkeit“ in Hildesheim einem breiten Publikum präsentiert. Anschließend wurden sie in Mainz und weiteren Städten als Sonderausstellung zum Grab des Nacht gezeigt. Im Zuge dieser Präsentation wurde erstmals ein farbiger Bildband mit Fotografien aller Originalbilder des Grabes von den Ägyptologen Matthias Seidel und Abdel Ghaffar Shedid veröffentlicht.

## Grabinhaber
Die Persönlichkeit des Nacht – ägyptisch für Der Starke – kann nur anhand von Inschriften und den Darstellungen im Grab bestimmt werden, da bislang keine weiteren Funde zu ihm existieren. Nacht nennt sich selbst „Schreiber“, doch ist diese Bezeichnung sehr ungenau und weist ihn nur als Beamten aus. Immerhin ergibt sich daraus, dass er zu einer kleinen Führungsschicht der Beamten im Reich gehörte. Ein zweiter Titel lautet „Stundenpriester des Amun“. In dieser Funktion hatte er die Einhaltung und pünktliche Durchführung bestimmter Kultrituale im Reichstempel des Amun-Re in Karnak zu überwachen. Die Kombination beider Titel, die manchmal auch als „Astronom“ gedeutet wird, zeigt in ihrer ungenauen Art, dass Nacht wohl nur zur mittleren Beamtenschaft gehört hatte, eine Annahme, die auch durch die bescheidene Ausstattung seines Grabes gestützt wird. Neben ihm ist im Grabbau seine Gemahlin Taui bestattet, die Tempelsängerin des Amun war. Zudem sind Reste weiterer Särge gefunden worden.

## Beschreibung und Inventar

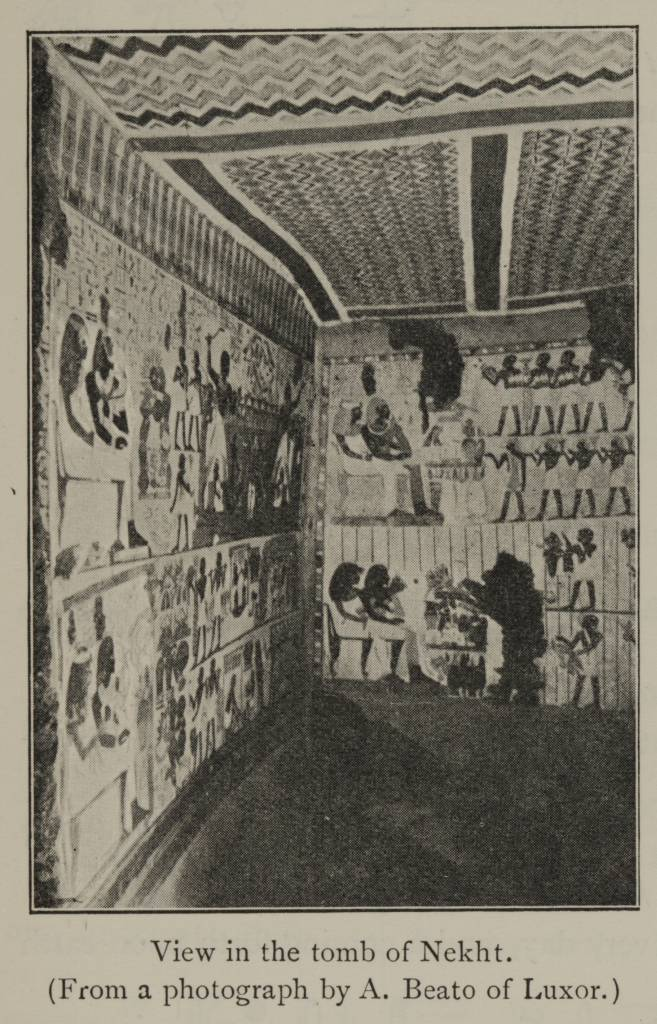
Blick in das Grab. Foto von Antonio Beato aus dem Jahr 1902.

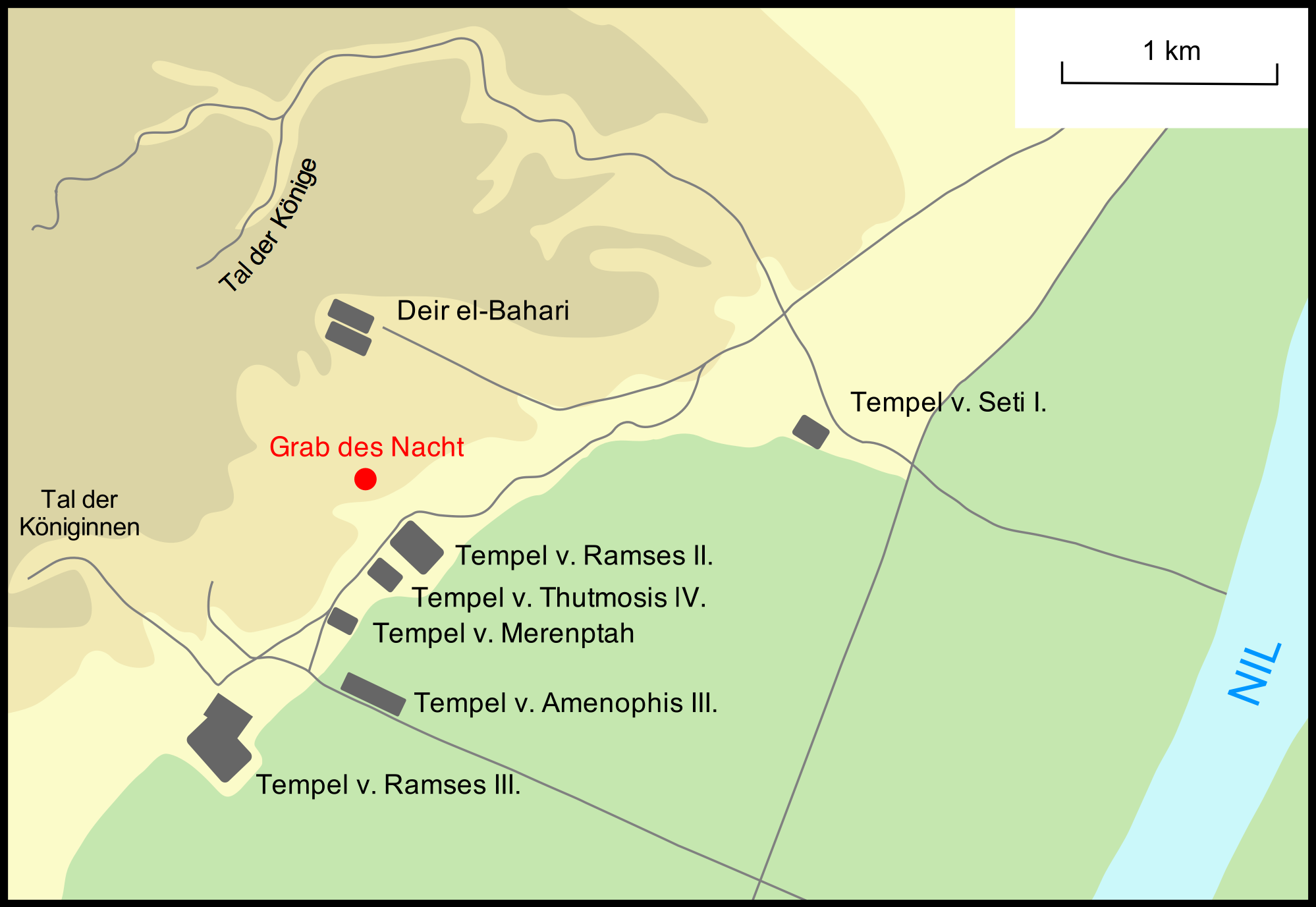
Karte der Nekropolen von Theben-West, das Grab des Nacht ist durch einen Punkt markiert.

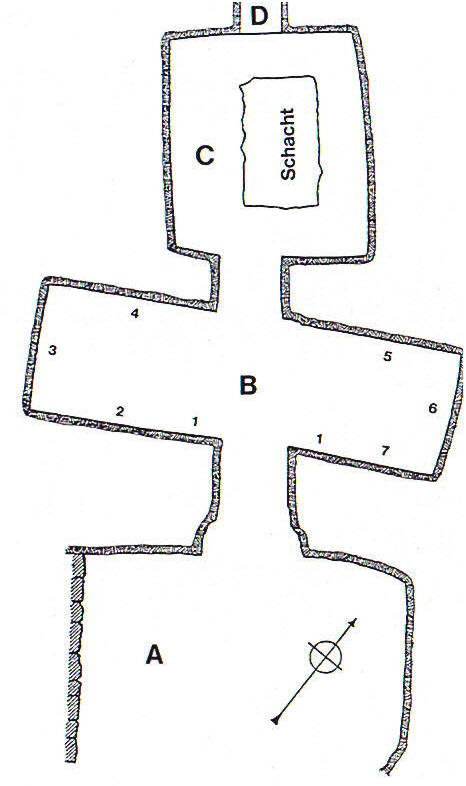
Plan des Grabes: A – Vorhalle; B – breite Halle; C – tiefe Halle mit dem Schacht zur Sargkammer

Das kleine Felsgrab befindet sich am Anstieg zum Gräberberg von Scheich Abd el-Qurna, dem bevorzugten Bestattungsort der Beamtenschaft in der Gegend. Die Grabanlage besteht aus zwei Teilen, einer oberirdischen Kultanlage, die für die altägyptischen Besucher zugänglich war, und dem unterirdischen Teil mit der Grabkammer, die nach der Beerdigung verschlossen wurde. Nur der oberirdische Teil war dekoriert.
Das Grab ist auch in der gängigen Form solcher thebanischen Privatgräber der frühen und mittleren 18. Dynastie aufgebaut: Zunächst betritt man eine offene Hofanlage. Nach einem kleinen Durchgang gelangt man in die so genannte „breite Halle“. Diese ist etwa 5 Meter breit, 1,5 Meter tief und als einzige nahezu vollständig dekoriert. Es folgt ein weiterer schmaler Gang, an den sich die sogenannte „tiefe Halle“ in der Form eines leicht länglichen Rechtecks anschließt, die wohl nur verputzt war. Eine Bemalung fand sich nicht. An der Rückwand des Raumes gibt es eine Nische, in der früher vermutlich eine Statue des Grabeigentümers und seiner Frau untergebracht war. Im Boden des Raumes führt ein breiter Schacht zur undekorierten Sargkammer. Der Schacht wurde nach der Bestattung mit Geröll und Sand verfüllt und somit unzugänglich gemacht. Diese oberirdischen Räume blieben zugänglich.
Das Grab war während der Aufnahme durch Davies nicht mehr vollständig erhalten. Die Untersuchung der unterirdischen Sargkammer begann ohne größere Erwartungen, brachte aber immerhin einen wichtigen Einzelfund zutage. Es handelte sich um eine bemalte stelophore Kniefigur, die Nacht zeigt. Die Bemalung war fast vollständig erhalten. Ursprünglich befand sich die 40 Zentimeter hohe Statue über dem Eingang zum Grabkomplex. Sie war nach Osten ausgerichtet, was in Verbindung mit der Inschrift auf der Statue von besonderer Bedeutung war. Die Inschrift, aus der, wie überall sonst im Grab auch, der Name des Gottes Amun getilgt wurde, lautet:
Re anbeten, wenn er aufgeht

bis zum Eintritt seines Untergangs im Leben

durch den Stundenpriester des [Amun]

den Schreiber Nacht, gerechtfertigt.

Sei gegrüßt, Re, bei deinem Aufgang,

Atum, bei deinem schönen Untergang!

Du erscheinst und glänzt auf dem Rücken deiner Mutter,

du bist erschienen als König der Götter.

Nut führt die njnj-Begrüßung aus vor deinem Angesicht,

Maat umarmt dich allezeit

Du querst den Himmel weiten Herzens,

der Messersee ist zur Ruhe gekommen.

Der Rebell ist gefallen, seine Arme sind gebunden,

das Meer hat seinen Wirbel durchschnitten.
Die Statue wurde 1915 nach New York verschifft. Auf dem Weg dorthin wurde der Dampfer Arabic von einem deutschen U-Boot torpediert und versenkt. Dadurch ist die Statue wohl dauerhaft verloren. Weitere Grabfunde waren spärlich und meist fragmentiert. Es konnten Teile von mehreren Särgen, von Mobiliar, Tongefäßen und einigen Grabkegeln geborgen werden. Die wenigen und zudem noch fast vollständig zerstörten Funde belegen eine Plünderung des Grabes durch Grabräuber.

## Grabgestaltung und Bildprogramm

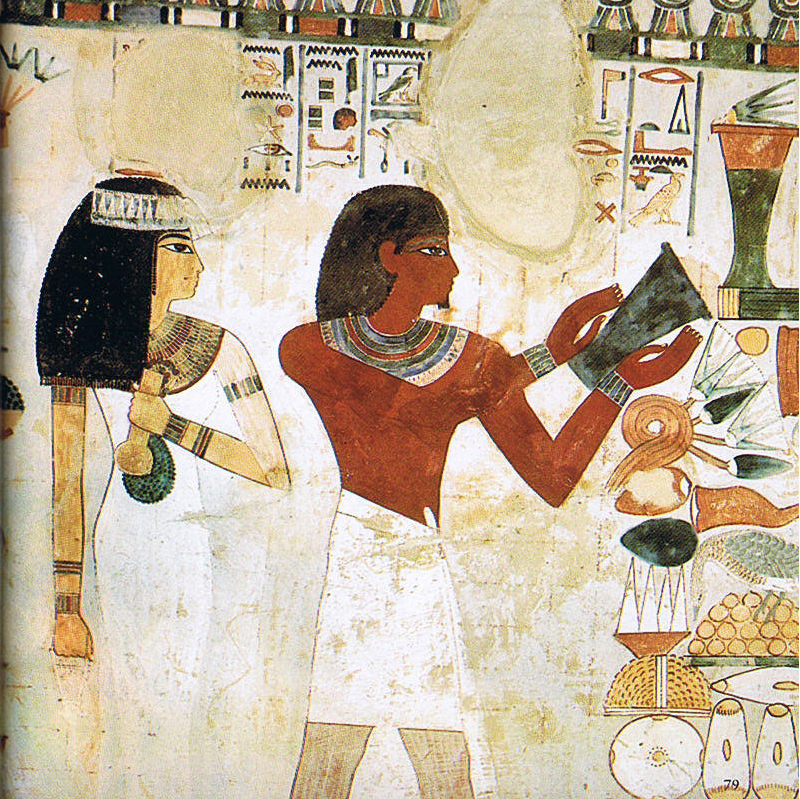
Taui und Nacht beim Opfern, Bild an der rechten Eingangsseite

Im Mittelraum ist zu beiden Seiten des Eingangs das verstorbene Ehepaar bei Brandopfern dargestellt (Bild 1). Auf der linken Seite sieht man zudem Bauern bei Feldarbeiten und der Ernte (Bild 2), auf der rechten Seite Gabenträger (Bild 7). Auf der linken Schmalseite befindet sich eine Scheintür (Bild 3), rechts Opfergaben vor dem Besitzer des Grabes (Bild 6). Auf der linken Rückwand ist das so genannte „Schöne Fest vom Wüstental“ dargestellt (Bild 4), auf der rechten Rückseite die Jagd im Papyrus-Dickicht, die Weinlese und der Vogelfang (Bild 5).

### Werkverfahren und Künstler
Auffällig ist, dass die Malereien nicht vollständig ausgeführt sind. Es ist anzunehmen, dass sie nach dem Tod des Nacht eingestellt wurden und dieser somit verstarb, während die Arbeiten am Grab noch andauerten. Besonders markant ist dabei, dass die Arbeiten am ersten Raum zu einem großen Teil vollendet sind, während der letzte Raum, der zur Grabkammer führte, nicht über die Feinputzarbeiten hinaus fertiggestellt wurde. Selbst im ausgemalten Raum sind nicht alle Binnenzeichnungen, Strukturen und Konturen ausgeführt.
Der Kalkstein, aus dem das Grab gefertigt wurde, ist porös und brüchig, weshalb es nicht möglich war, die Steinoberfläche zu glätten und direkt als Malgrund zu benutzen. Somit mussten im Grab – wie auch bei den meisten anderen Gräbern in Theben – mehrere Lagen verschiedener Verputzstoffe und Grundierungen aufgebracht werden. Zunächst wurde eine Schicht aus Lehm und Häckseln auf die roh behauene Wand aufgetragen, um sie zu ebnen. Darüber kam eine zweite Lage aus Gips und Mörtel, die den Untergrund glätten sollte. Als Maluntergrund wurde schließlich eine dünne Gipsschicht aufgebracht. Darüber benutzte man weiße Tünche als Grundfarbe. Nun waren ein einheitlicher Farbton und ein bemalbarer Untergrund vorhanden, der nicht die Saugfähigkeit reinen Gipses hatte.

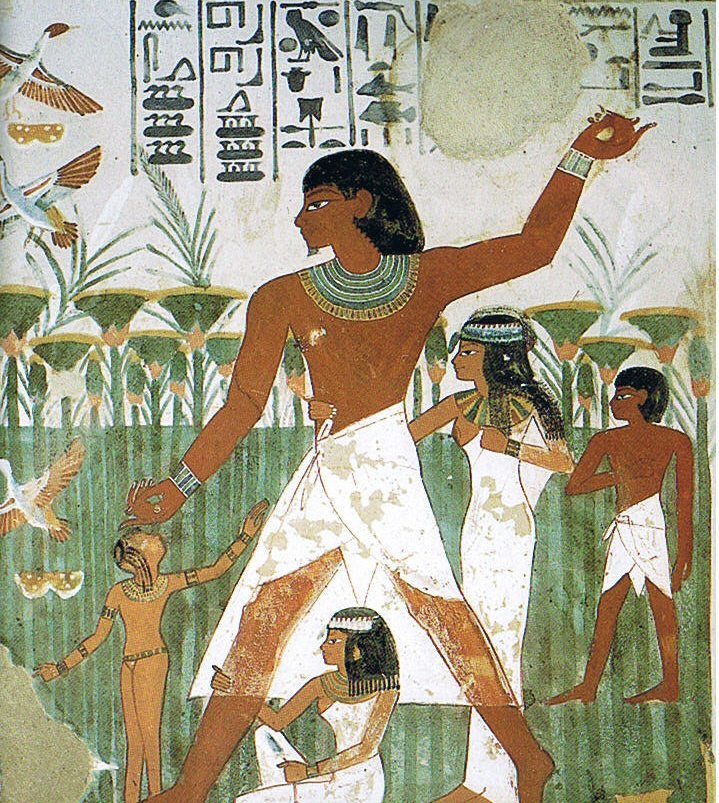
Nacht beim Fischen mit einem malerisch nicht ausgeführten Speer. Zu sehen ist zudem die verschwenderische Verwendung der teuren Grüntöne.

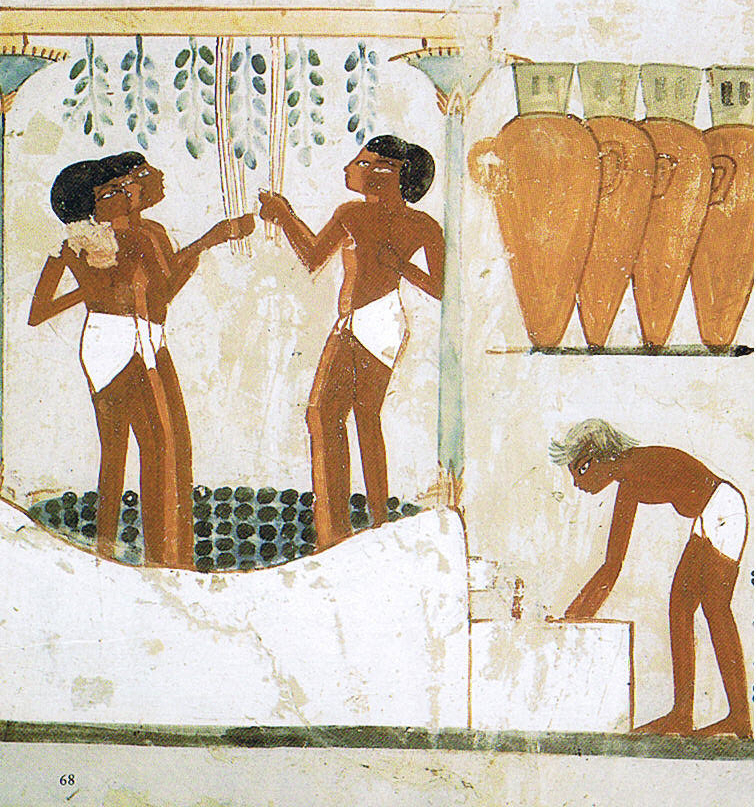
Detailreichtum bei der Darstellung von Kelterarbeiten

Bei größeren, über mehrere Raster gehende Darstellungen verwendete der Maler feine Quadratnetze, die als Hilfsmittel zur Proportionierung dienten. Bei eher unwichtigen Personen wie den Opferträgern zeichnete er nur ein Achsenkreuz zur groben Orientierung vor. Geraden wurden mit Hilfe eines Lineals oder in Schnurzugtechnik aufgebracht. Bei der Schnurzugtechnik wird ein in Farbe getauchtes Seil zwischen den beiden Endpunkten einer Geraden befestigt, gespannt und gegen die Wand geschnellt. Der Maler hat nicht alle Einzelheiten vorgezeichnet und gestaltete diverse Details auch frei. Nachdem die Konturen vorgezeichnet waren, brachte er die Farbflächen auf. Nicht selten trug er mehrere Schichten auf, um einzelne Details besonders herauszustellen. In einem letzten Schritt zeichnete er die Konturen nochmals mit rotbrauner Farbe nach.
Anhand des Fertigungsgrades der Wände ist zu erkennen, dass man offenbar jeden Arbeitsgang reihum für alle Bilder nacheinander ausführte, dabei aber nicht immer konsequent blieb. Zur Farbgebung wurden die üblichen Farbpigmente genutzt: Calcit, Calciumsulfate und Huntit für Weiß, Ruß für Schwarz, Ocker für Gelb-, Rot- und Brauntöne, Ägyptisch Blau (künstlich hergestellte Pigmente mit Cuprorivait) für Blau und mit Wollastonit für Grün. Selbst mit modernen Forschungsmethoden ist das Bindemittel heute nicht mehr feststellbar. Die Farben ermöglichten sowohl eine großflächige wie auch eine feingestaltige Malerei. Auffällig ist, dass die teuren Grün- und Blautöne großzügig eingesetzt wurden und in alle Szenen eingestreut sind. Bei der Jagdszene wurde sogar, was ungewöhnlich ist, der gesamte Bildhintergrund in Grün gehalten und ein dicker, Wasser symbolisierender Streifen aufgemalt. Ebenfalls auffällig sind die feinen Farbvariationen der Blau-, Grün- und Ockertöne, die durch Mischen und Verdünnen erreicht wurden. Sehr schön kann man das bei den Hautfarben der Personen sehen, die meist recht individuell gestaltet wurden.

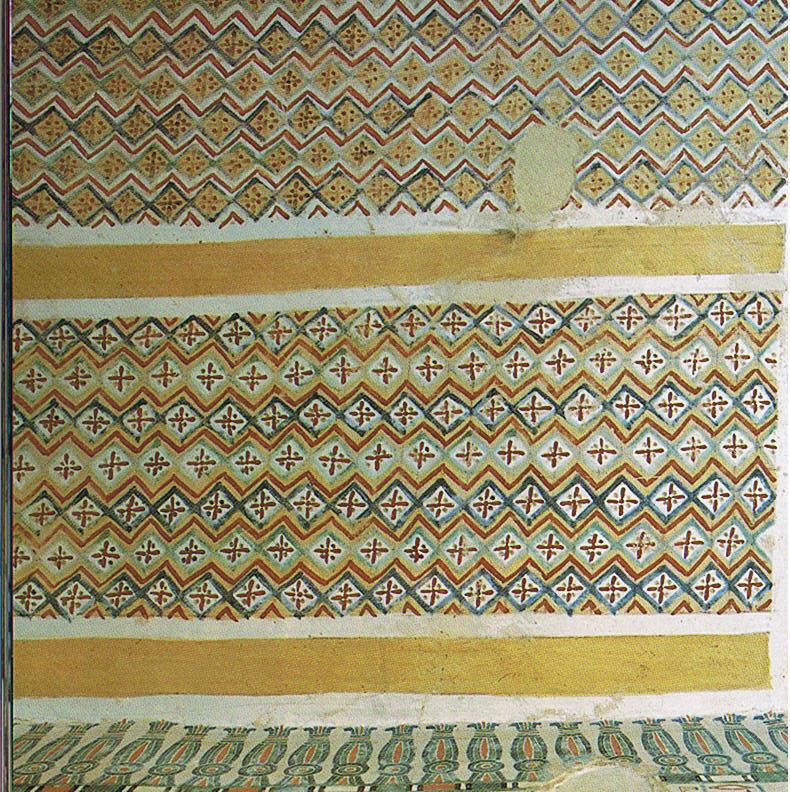
Ornamentale Deckenverzierung

Unterer Abschluss der Wände ist ein Sockel, der hell getüncht worden ist. Üblicherweise hätte er jedoch in Schwarz gehalten sein müssen. Der Sockel und die Bilder wurden durch einen roten und gelben Farbstreifen voneinander getrennt. Im Grab des Nacht waren sie jedoch nur an der rechten Rückwand fertiggestellt. An den Seiten und oben bilden sogenannte Farbleiter – schwarzgeränderte Bänder in der Farbfolge Grün, Ocker, Blau und Rot mit jeweils kleinen weißen Zwischenstreifen – die Bildabschlüsse. Wo zwei Wände aneinandergrenzen, bildeten senkrechte Farbleitern mit einem schwarz-weißen Flechtmuster die Verbindung. Den oberen Abschluss der Wände bildete der sogenannte Cheker-Fries, eine besondere ornamentale, Säulen zeigende, bordürenartige Form der Umrandung (vgl. Gardiner-Liste, Symbole Aa30(A) und Aa31). Die Gestaltung der Decke ahmt eine Mattenverkleidung nach, die von Holzbalken getragen wird.
Der Maler ist mit den Traditionen aus der Zeit Amenophis II. gut vertraut, verwendet aber bei seinen eigenen Arbeiten innovativere und fortschrittlichere Elemente aus der Zeit Thutmosis IV., was für eine Datierung in dessen Regierungszeit spricht. Der Künstler verfügte, wie beispielsweise viele Haltungen oder Bewegungen zeigen, über eine gute Beobachtungsgabe. Er variierte zwischen strengen Darstellungen in religiösen Szenen wie den Opfersituationen und eher lockeren Szenen wie etwa Festlichkeiten, Jagd und Landwirtschaft. Manchmal streut er sogar karikierende Züge und neue Ideen ein. So sieht man struppige Figuren, Bauchansätze bei den Arbeitern in der Weinherstellung, die Bauchfalte des Harfenisten oder die an eine Tonsur erinnernde Halbglatze eines Bauern. Pinselduktus, Farbgebung und Bildkomposition sprechen dafür, dass ein einzelner Maler das Grab verzierte. Seine besondere Klasse wird nicht zuletzt durch seine meisterhafte freie Pinselführung verdeutlicht.

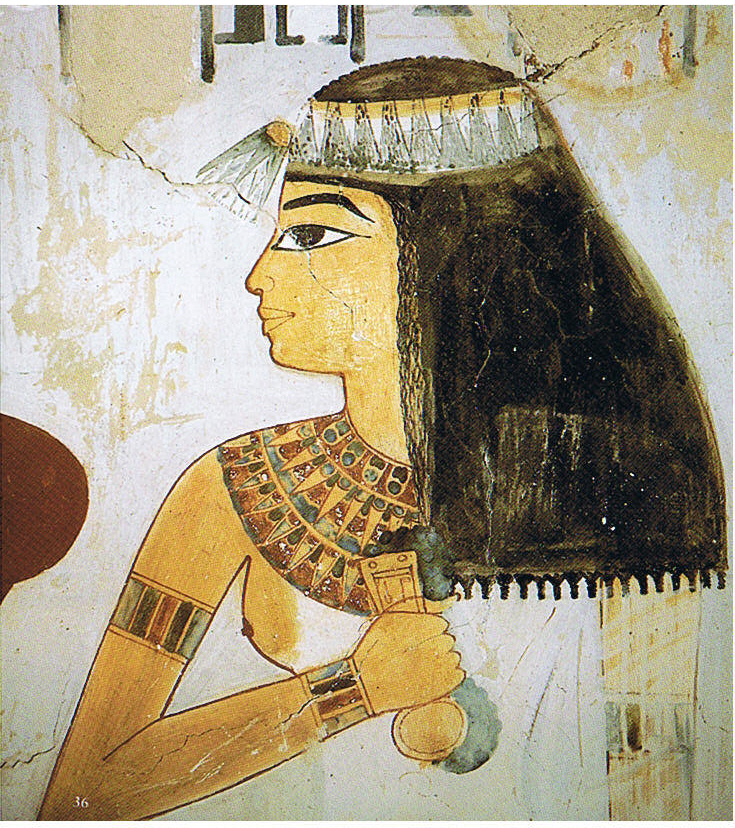
Ausschnitt aus der Opferszene, Taui mit Menat in der Hand

### Bild 1: Opferszene
Die Szene des opfernden Grabherren und seiner Frau ist ein gängiges Motiv der Grabmalerei der Zeit und fehlt in fast keinem der derartigen Gräber. Die Opferszene ist auf beiden Seiten des Eingangs in ähnlicher Form dargestellt. Das Ehepaar steht jeweils vor einem hoch aufgestapelten Opferbau. Den Göttern wird ein reichhaltiges Opfer dargebracht. Die geopferten Waren sind typischerweise flächig ausgebreitet abgebildet. Nacht vollzieht das Opfer, indem er Myrrhen und Weihrauch aus einem Gefäß über den Opferbau schüttet. Die Dame Taui steht neben ihrem Gatten und wirkt eher unbeteiligt. In einer Hand hält sie ein Menat, in der anderen ein Musikinstrument in Form eines Bügelsistrums. Die Gegenstände weisen sie in ihrer Funktion als Tempelsängerin des Amun aus. Die Opferszene spielt auf das jährliche Talfest in Theben-West an. Die Götter, denen hier geopfert wird, sind nicht figürlich abgebildet, sondern werden in Beischriften über den Köpfen des Ehepaares genannt. Es sind der Reichsgott Amun-Re, der Sonnengott Re-Harachte und der Totengott Osiris sowie die kleineren Götter Hathor und Anubis. Die Abbildung des Paares beim Opfer ist die wohl wichtigste Darstellung im Grab, da Nacht und Taui sehr groß und in festlichen Gewändern dargestellt sind und nahezu die komplette Wandhöhe einnehmen. Nacht trägt hier, wie in allen anderen Darstellungen, konservative Kleidung.

### Bild 2: Landwirtschaft

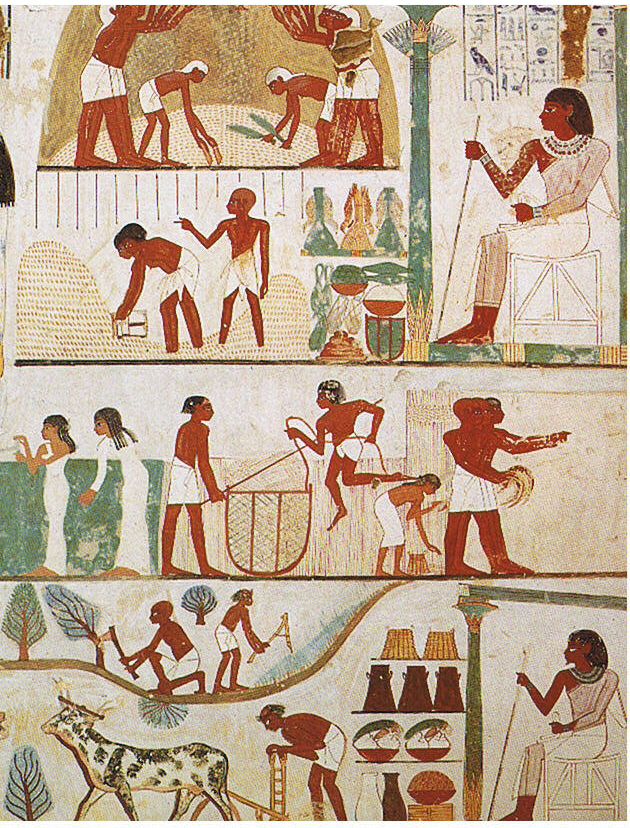
Verschiedene Landwirtschaftsdarstellungen, rechts ist Nacht zweimal in einem Kiosk sitzend beim Beobachten der Arbeiten dargestellt, moderne Abbildung von Davies

Schon seit dem Alten Reich gehörte die Darstellung von landwirtschaftlichen Szenen zu den beliebten Motiven bei der Darstellung in Gräbern, selbst wenn der dort Bestattete keinen Bezug zur Landwirtschaft hatte. Solche Darstellungen zeigten die Versorgung des Verstorbenen im Jenseits.

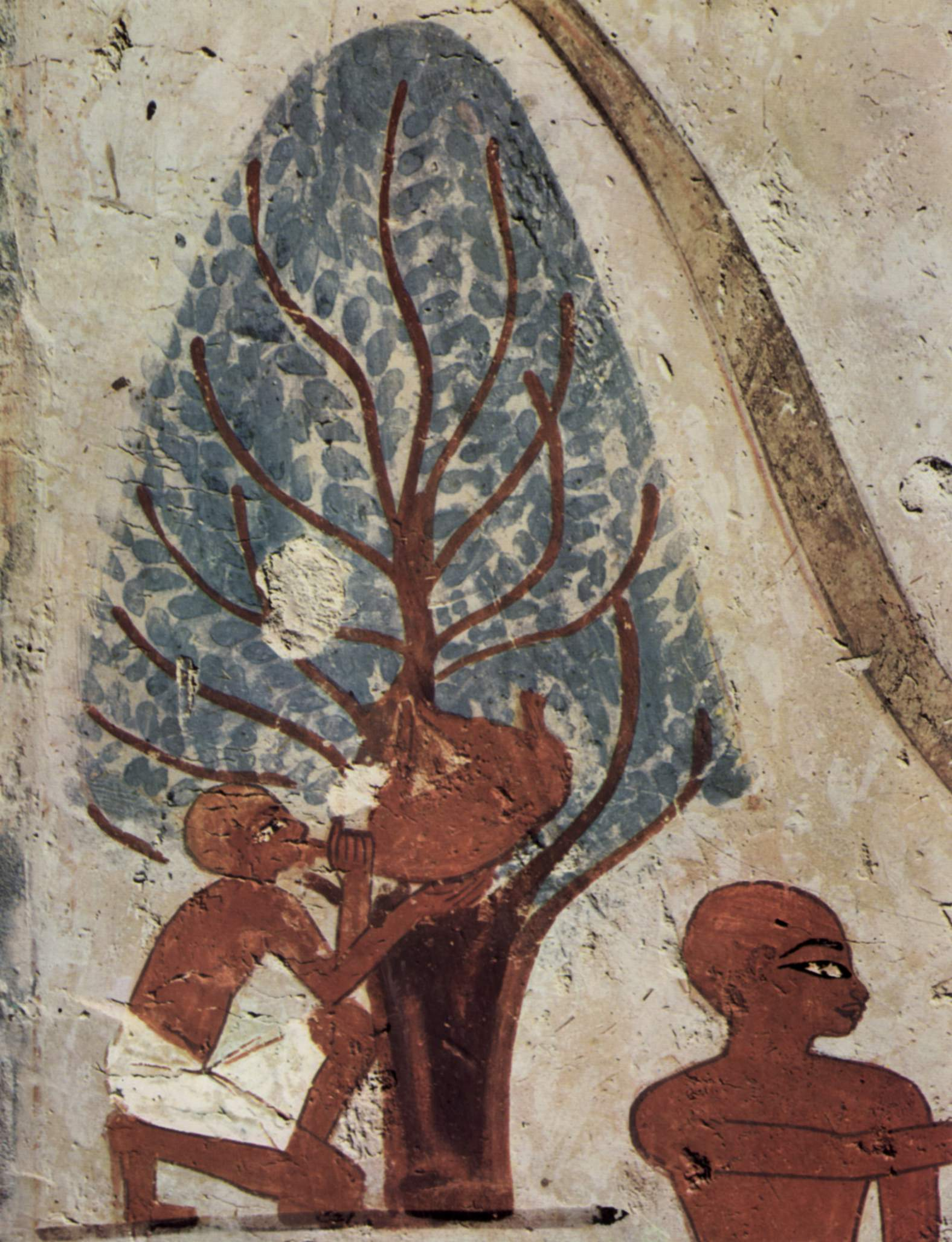
Trinkender Bauer

Rechts thront Nacht auf einem Kiosk und beobachtet die Arbeiten. Auf der anderen Seite des Bildes sieht man einen Arbeiter, der gerade aus einem Wassersack trinkt. Dazwischen zieht sich eine Bodenwelle durch das Bild, die unter anderem einen kleinen See umschließt und so eine landschaftsbezogene Räumlichkeit zeigen will. Man sieht Bauern bei der Aussaat, beim Roden von Gehölzen und beim Hacken eines Gemüsefeldes. Dazu werden zwei Rindergespanne beim Pflügen gezeigt. Im darüber liegenden Register ist eine Gruppe von Bauern mit Sicheln zu sehen, denen eine Ährensammlerin folgt, daneben zwei Bauern, die einen überquellenden Tragekorb zu bändigen versuchen. Einer der beiden ist während eines Sprunges gemalt, der an einen Zeitraffer oder eine Zeitlupe erinnert. Zum Abschluss des Bildes sieht man zwei Mädchen vor einem Flachsfeld. Darüber ist am rechten Rand nochmals Nacht in einem Kiosk sitzend dargestellt. Er nimmt dabei den Platz von zwei Registern ein. Als Beischrift steht dort:
In der Halle sitzen und seine Felder inspizieren, durch den Stundenpriester des Amun, Nacht, den Gerechtfertigten bei dem großen Gott.
Demnach beaufsichtigte Nacht die Arbeiten auf seinen eigenen Feldern. Er beobachtet im mittleren Register Kornmesser beim Vermessen der Kornmenge, darüber im obersten Register Getreideworfler, die die Getreide von den Resten der Hülsen und des Strohs durch Werfen in die Luft befreien.

### Bild 3: Scheintür

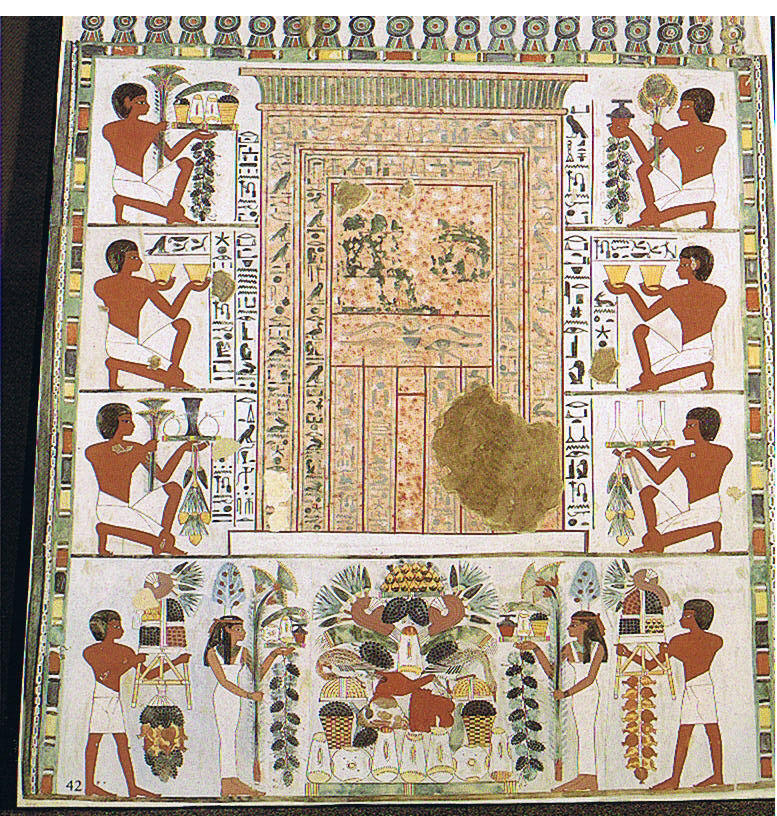
Die Scheintür, der Hauptkultplatz des Grabes, moderne Abbildung von Davies

Als Hauptkultstätte des Grabes diente die linke Schmalseite. Im Zentrum der Seite ist eine Scheintür abgebildet. Sie ist rot gesprenkelt und soll Rosengranit imitieren. Die Scheintür war das wichtigste Element in einem altägyptischen Grab, weil nach der Vorstellung der Ägypter Scheintüren eine Verbindung zur Totenwelt waren und der Verstorbene durch diese hindurch in die Totenwelt gelangt und ins Grab zurückkehren kann. Zudem konnte er hier dargebrachte Opfer entgegennehmen. Deshalb sind um die Tür auch sechs kniende Gabenträger streng symmetrisch abgebildet. Durch Beischriften sind ihre dargebrachten Opfergaben erklärt, darunter Wasser, Bier, Wein, Kleidung und Salben. Unter der Tür erhebt sich in der Mitte ein bildlicher hoher Opferbau, der mit Brot, Obst, Gemüse, Fleisch und Geflügel bestückt ist. Zu beiden Seiten ist eine Frau in einem Trägergewand und mit einem Baum als Kopfschmuck abgebildet. Die Bäume und weitere Opfergaben in den Händen identifizieren sie als Personifikationen der Fruchtbarkeit. Am Rand treten weitere Gabenträger mit Opfertischen in den Händen heran.

### Bild 4: Das „Schöne Fest vom Wüstental“

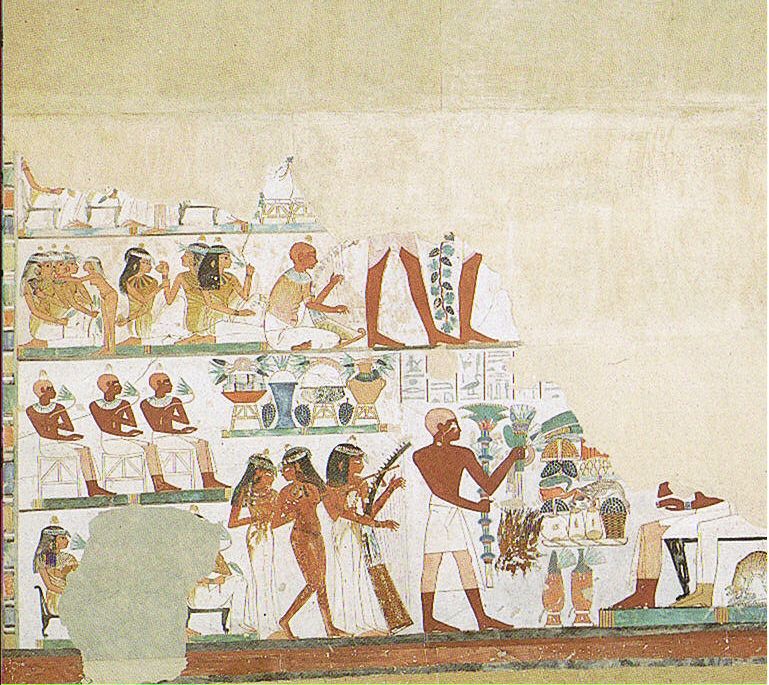
Reste der Darstellung des „Schönen Festes vom Wüstental“, moderne Abbildung von Davies

Die bekanntesten Details der Fresken des Grabes befinden sich innerhalb dieses Bildes. Es ist heute im schlechtesten Zustand aller Malereien des Nacht-Grabes. Gezeigt werden Feierlichkeiten anlässlich des „Schönen Festes vom Wüstental“. Während der Feierlichkeiten wurden Kultstatuen der Götter Amun, Mut und Chons in einer feierlichen Prozession von Karnak nach Theben-West gebracht, um dort symbolisch die Totentempel im Tal der Könige zu besuchen. Ziel war der Talkessel von Deir el-Bahari. Während dieses Festes versammelten sich die Familien der Gegend vor den Gräbern ihrer Vorfahren, um mit diesen, wohl im Vorhof der Gräber, zu feiern. Zudem wurden wahrscheinlich auch die anderen Kulträume in die Festlichkeiten einbezogen.

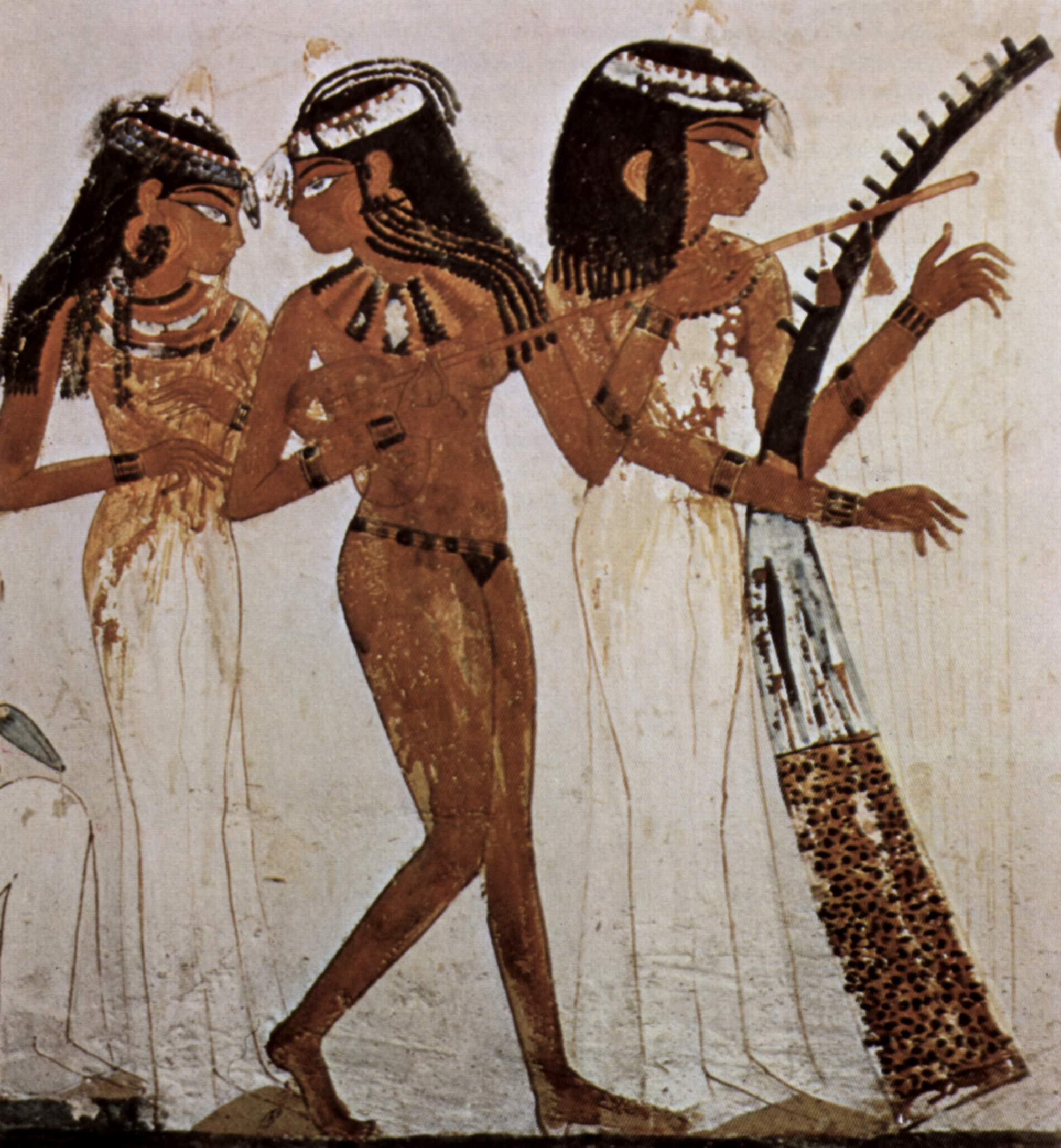
Musikerinnengruppe

Abgebildet sind im unteren, noch ins zweite übergreifende Register Amenemope, der opfernde Sohn des Nacht, vor einem mit reichen Gaben bestückten Opfertisch, und dahinter seine sitzenden Eltern. Unter ihrem Stuhl, der einer Bank ähnelt, ist eines der bekanntesten Details der Malereien aus diesem Grab zu sehen, eine einen Fisch fressende Katze. Bei ihr kann man den Verfall der Bilder beispielgebend sehen. Während auf Davies Kopie die Darstellung noch völlig unversehrt ist, fehlt heute ein Teil der Unterseite des Tieres. Die bekannteste und bis heute am weitesten verbreitete Szene aus diesem Grab schließt sich an. Man sieht eine Gruppe von drei Musikerinnen: Eine Harfen-, eine Lauten- und eine Flötenspielerin. Die Individualität der einzelnen Figuren und ihre gemeinsame Komposition wird bei der Aufnahme in die Grabmalereien immer besonders hervorgehoben. Die Musikerinnen nehmen etwa eineinhalb Register ein, darüber sind zum Auffüllen des zweiten Registers noch weitere Opfergaben dargestellt. Links sind im unteren Register drei sitzende Frauen, darüber im zweiten Register drei sitzende Männer, sicher Festteilnehmer, abgebildet. Während die vor ihnen spielenden Musikerinnen individuell und in Bewegung gezeigt werden, sind die sechs Personen sehr steif und schematisch gemalt. Über diesen beiden unteren Registern hat sich erkennbar nur noch der größere Teil eines weiteren Registers erhalten. Auch hier ist eine bekannte Szene dargestellt, ein blinder, Harfe spielender Musiker. Er sitzt mit untergeschlagenen Beinen vor sechs am Fest teilnehmenden Frauen. Diese lagern auf einer Papyrusmatte. Die dem Harfenisten nächste riecht an einer Lotusblume. Dahinter sind zwei Frauen mit Früchten in den Händen zu sehen und zum Abschluss eine aufgereihte Dreiergruppe, die von einer kleinen dargestellten, fast komplett nackten, weiblichen Figur bedient werden. Die Perücken der Frauen, die während der Zeit des Amenophis II. und des Thutmosis IV. einer sich häufig ändernden Mode folgten, erleichtern die Datierung. Die traditionelle dreiteilige Perücke ist nur noch bei den Baumgöttinnen auf der Scheintürseite zu sehen. Die Teilnehmerinnen am Fest sind alle mit der modernen einteiligen Perücke dargestellt, die ihrerseits in mehreren Variationen gezeigt wird. So unterscheiden sich hier beispielsweise die Längen und die Frisurformen. Dabei wechselten sich die Frisurmoden jedoch nicht direkt ab, sondern bestanden zum Teil auch noch nebeneinander weiter. Die neueren der dargestellten Frisuren weisen stilistisch ebenso wie die Kleider der Damen, die beim Fest getragen werden – leicht gelblich verfärbt, eng anliegend, der Saum über die Ferse bis zum Boden gezogen und mit einem weiten, durchsichtigen Umhang kombiniert, der einen Arm oder eine Schulter bedeckt und so erscheint, als sei er vor der Brust verknotet – eindeutig in die Zeit des Thutmosis IV.

### Bild 5: Jagd, Weinlese und Vogelfang

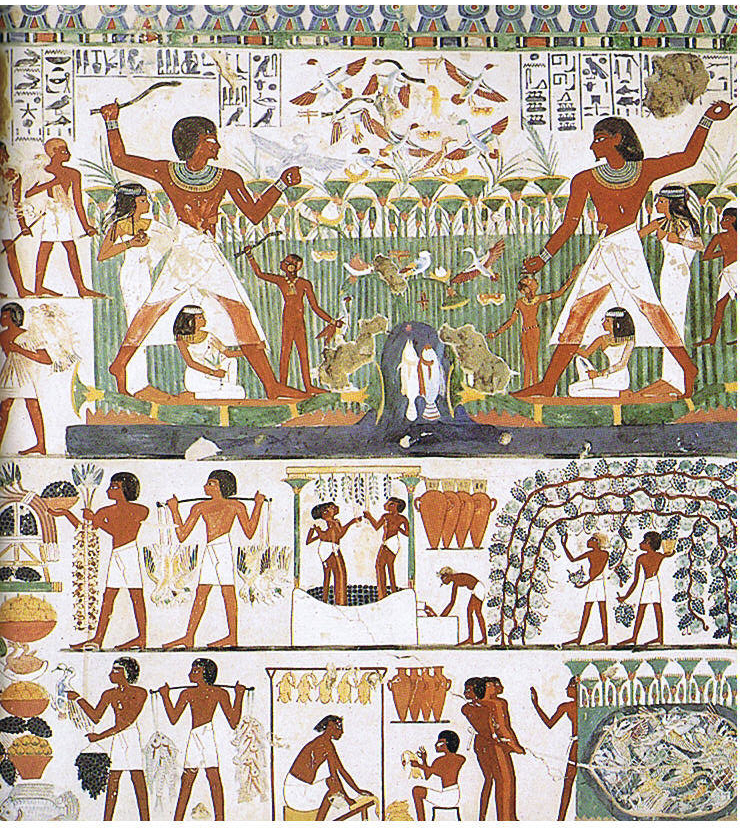
Nacht beim Jagen und Fischen, darunter Wein- und Geflügelverarbeitung, moderne Abbildung von Davies

Das Bild ist in zwei Hauptregister aufgeteilt. Auf der linken Seite beider Register sind Nacht und Taui wieder vor einem großen Haufen von Opfergaben dargestellt. Beide beobachten die Vorgänge, die zur Bereitstellung der Gaben führen. Im unteren Kleinregister des zweigeteilten Registers sieht man ein großes, mit Vögeln gefülltes Schlagnetz sowie das Rupfen und Ausnehmen der Vögel. Im darüber liegenden Kleinregister ist die Weinlese dargestellt, das Keltern der Trauben, das Auffangen des Mostes in einem Becken und das Abfüllen in Amphoren.
Das obere Register wird von einer Einzeldarstellung dominiert. Man sieht Nacht zweimal in Großdarstellung bei der Jagd im Papyrusdickicht. Einmal hält er ein Wurfholz in der Hand, mit dem er nach Geflügel jagt, das andere Mal deutet seine Körperhaltung auf den Fischfang mit einem Speer. Allerdings ist der Speer nicht vom Maler ausgeführt worden. Begleitet wird Nacht von seiner Frau, drei Kindern und seiner Dienerschaft. Dargestellt ist jedoch nicht nur die auf den ersten Blick erkennbare Jagd; vielmehr wird ein seit dem Alten Reich bekanntes Bildmotiv weitergegeben, das zudem fest in den religiösen Vorstellungen wurzelt. Das Papyrusdickicht gilt als mythische Stätte der Fruchtbarkeit und Regeneration. Deshalb sind auch die Familienmitglieder abgebildet, die bei der sportlichen Freizeitbeschäftigung der Jagd eigentlich nicht anwesend gewesen wären. Die Darstellung der Familie symbolisiert eine posthume Nachkommenzeugung. Die Jagd-Aspekte des Bildes ihrerseits sind ein Symbol für den Sieg über die chaotischen, die göttliche Weltordnung bedrohenden Kräfte. Im Allgemeinen weisen einige Aspekte in der zumeist eher konservativen Darstellung des Nacht in die Regierungszeit des Amenophis II., hier jedoch legt der relativ breite Gürtel eine Datierung in die Zeit des Thutmosis IV. nahe.
Auch die Darstellungen an dieser Wand orientieren sich an gängigen Formen, die zum Teil schon seit dem Alten Reich in Gebrauch sind. So gibt es die gegenübergestellte Darstellung des Grabherren schon im Grab des Sabni in Assuan aus der sechsten Dynastie und im Grab des Menena, das ebenfalls in Theben-West gefunden wurde und etwa in dieselbe Zeit wie das Grab des Nacht datiert wird. Ebenfalls aus dieser Zeit und aus einem thebanischen Grab stammt die Darstellung einer Fischjagd im Grab des Userhet sowie im Grab des Anchtifi, das in Mo'alla gefunden wurde und in die erste Zwischenzeit datiert wird. Keine dieser Darstellungen kann sich heute jedoch mit der Farbpracht im Grab des Nacht messen.

### Bild 6: Opfer

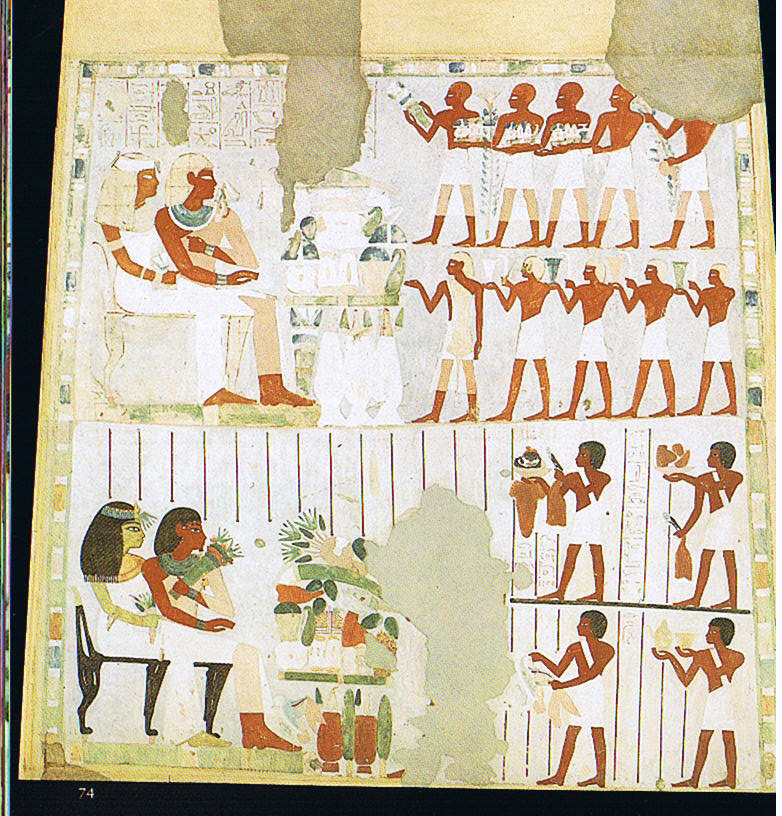
Nacht und Taui zweimal beim Opfern, Diener bringen weitere Opfergaben

Die rechte Schmalwand, die der Scheintürwand und somit der Hauptkultstätte gegenüberliegt, geht ebenfalls auf die materielle Versorgung der Verstorbenen im Totenreich ein. Auch diese Abbildung ist in zwei Register aufgeteilt. Beide sind in etwa gleich groß und zeigen Nacht und seine Frau an überladenen Opfertischen sitzend. Man erkennt Brote, Fleisch, Obst und Körbe voller blauer Trauben. Darunter stehen von Lotusblüten umschlungene Krüge und Stabsträuße.

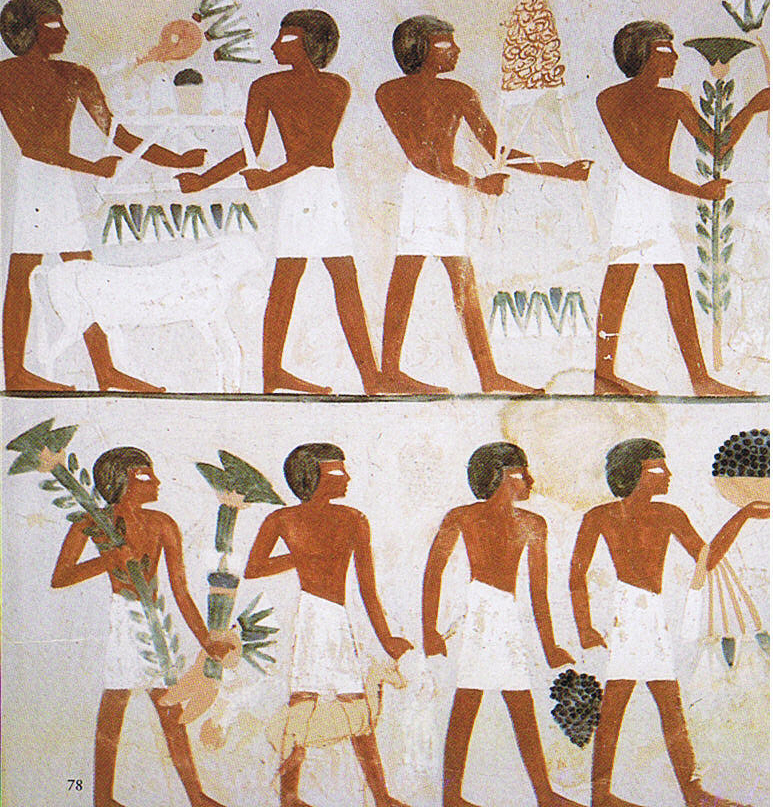
Gabenträger, dargestellt im Bild 7

Im oberen Register ziehen an den Verstorbenen zwei Reihen Opferträger vorbei, die von einem mit einem Pantherfell bekleideten Priester angeführt werden. Die Träger bringen Blumen, Öl- und Salbgefäße. Im unteren Register sind vier einzelne Priester abgebildet, die ebenfalls Gaben bringen. Die Malereien an dieser Wand sind nicht fertiggestellt worden.

### Bild 7: Gabenträger
Diese Wand ist der Kontrapunkt zu dem ersten Bild mit den Landwirtschaftsszenen. Statt dieser Szenen sind jedoch in drei Registern wiederum Opferträger dargestellt. In den oberen beiden Registern sind es jeweils vier, im untersten drei Träger. Sie bringen Papyruspflanzen, Trauben, Geflügel, Wüstengazellen und Kälbchen, die für das Brandopfer des Nacht vorgesehen sind. Außerdem sind sie zur kultischen Versorgung der Verstorbenen gedacht. An dieser Wand fehlen sowohl die Detailszenen als auch das unterste, vierte Register.